# Tselinni
Tselinni (en rus: Целинный) és un poble (un khútor) de l'óblast de Rostov, a Rússia, segons el cens rus del 2010 tenia 110 habitants. Pertany al districte de Zernograd.